# RCA Records
RCA Records és una marca estatunidenca de discos que és propietat de Sony Music, una filial de Sony Corporation of America. És una de les tres marques de bandera de discos, junt amb Columbia Records i Epic Records. RCA Records ha realitzat diversos gèneres de música, incloent pop, rock, hip-hop, electrònica, R&B, blues, jazz, i country. El nom de la companyia deriva de les inicials de Radio Corporation of America (RCA).
Entre els seus artistes s'inclouen: Britney Spears,
Shakira, Christina Aguilera, Miley Cyrus, Justin Timberlake, Alicia Keys, Usher, Charlie Wilson, R. Kelly, Enrique Iglesias, Foo Fighters, Kings of Leon, Kesha, Chris Brown, D'Angelo, Pink, Pitbull i Zayn.

## Història
L'any 1929, Radio Corporation of America (RCA) comprà Victor Talking Machine Company, el primer fabricant de fonògrafs de l'època. Aquesta companyia esdevingué RCA Victor.
El 1931 RCA Victor's British s'afilià amb Gramophone Company fusionada amb la Columbia Graphophone Company per formar EMI.
- Bluebird Records va ser llançada per RCA el 1932, Bluebird originàriament va ser una marca de preu baix que constava principalment de Jazz, Blues i Country music.